# Flabellinopsidae
Famille
Les Flabellinopsidae sont une famille de mollusques de l'ordre des nudibranches.

## Systématique
La famille des Flabellinopsidae a été créée en 2017 par Tatiana Korshunova (d), Alexander Vladimirovitch Martynov (d), Torkild Bakken (d), Jussi Evertsen (d), Karin Fletcher (d), I. Wayan Mudianta (d), Hiroshi Saito (d), Kennet Lundin (d), Michael Schrödl (d) et Bernard E. Picton (d),.

## Liste des genres
Selon World Register of Marine Species (26 septembre 2021) :
- genre Baenopsis Korshunova, Martynov, Bakken, Evertsen, Fletcher, Mudianta, Saito, Lundin, Schrödl & Picton, 2017 -- 1 espèce
- genre Flabellinopsis MacFarland, 1966 -- 1 espèce

## Publication originale
- (en) Tatiana Korshunova, Alexander Vladimirovitch Martynov, Torkild Bakken, Jussi Evertsen, Karin Fletcher, I. Wayan Mudianta, Hiroshi Saito, Kennet Lundin, Michael Schrödl et Bernard E. Picton, « Polyphyly of the traditional family Flabellinidae affects a major group of Nudibranchia: aeolidacean taxonomic reassessment with descriptions of several new families, genera, and species (Mollusca, Gastropoda) », ZooKeys, Sofia, Pensoft Publishers (d), vol. 717, no 717,‎ 30 novembre 2017, p. 1-139 (ISSN 1313-2989 et 1313-2970, OCLC 248547717, PMID 29391848, PMCID 5784208, DOI 10.3897/ZOOKEYS.717.21885, lire en ligne).